# Бандура Оксана Михайлівна
Оксана Михайлівна Бандура (нар. 26 серпня 1956, село Жалибори, тепер Галицького району Івано-Франківської області) — українська радянська діячка, оператор машинного доїння корів колгоспу. Депутат Верховної Ради УРСР 10—11-го скликань.

## Біографія
Народилася 26 серпня (за іншими даними — 3 вересня) 1956 року. Освіта середня.
З 1974 року — доярка, оператор машинного доїння корів колгоспу імені XXI з'їзду КПРС Галицького району Івано-Франківської області.
Проживає в селі Жалибори Галицького району.

## Нагороди
- орден «Знак Пошани»
- медалі